# Berdycha

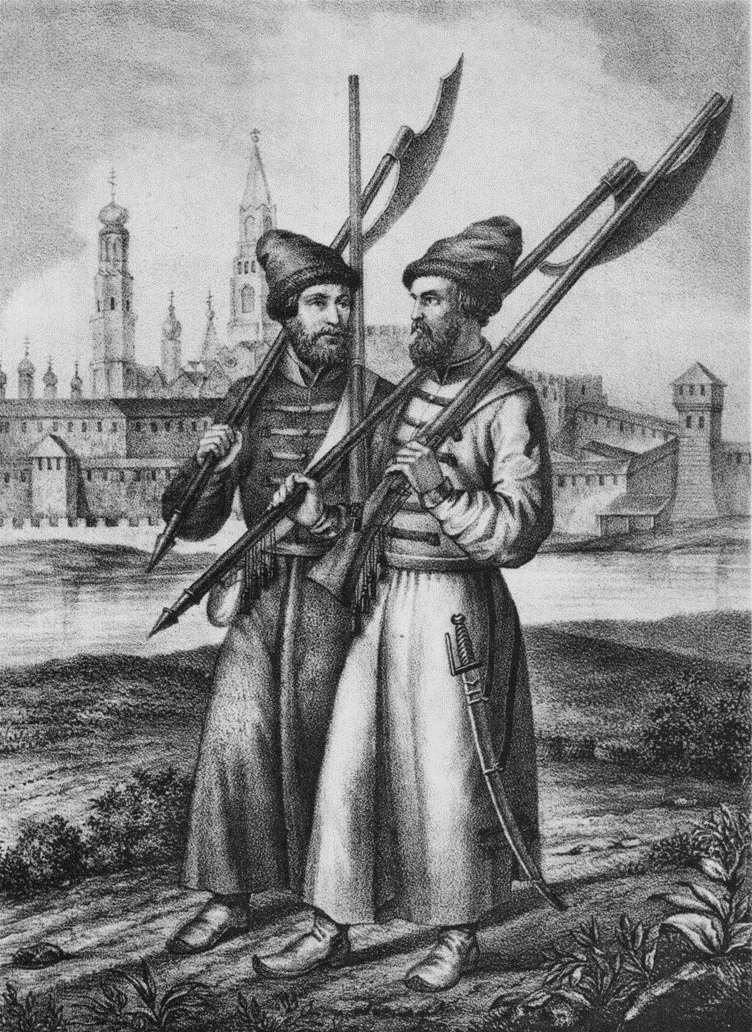
Ruští střelci, 17. století

Berdycha neboli berdyše (rusky berdyš (бердыш), polsky berdysz, finsky pertuska) je tyčová obouruční primárně sečná zbraň nejvíce připomínající krátkou, ale velmi širokou sekeru (délka ostří i přes 0,5 m) na toporu dlouhém obvykle do 1,5 m. Připevnění čepele berdychy k toporu je typicky buď na dvě oka nebo oko a pásek (uprostřed listu a na spodním „cípu“ čepele). Užívala se hlavně k sekání, ale horní cíp čepele bylo možné použít i k bodání, a to i proti jízdě.
Běžněji se vyskytovala od 15. do 18. století zejména v Rusku a Skandinávii, i když zbraně velmi podobné lze nalézt na iluminacích už ze 13. století z prakticky celé Evropy. V Rusku byla používána u střelců, elitních pěších jednotek, a to zejména jako podpěra těžké muškety při střelbě, jíž bylo možné zároveň použít jako zbraň v boji muže proti muži.